# 斯皮茨嶺
75°49′S 114°52′W / 75.817°S 114.867°W
斯皮茨嶺（英語：Spitz Ridge）是南極洲的山嶺，位於瑪麗伯德地，處於科克斯海崖以東，美國地質調查局根據測量和該國海軍的空中照片繪入地圖，現時由南極條約體系管理。